# Phréarres

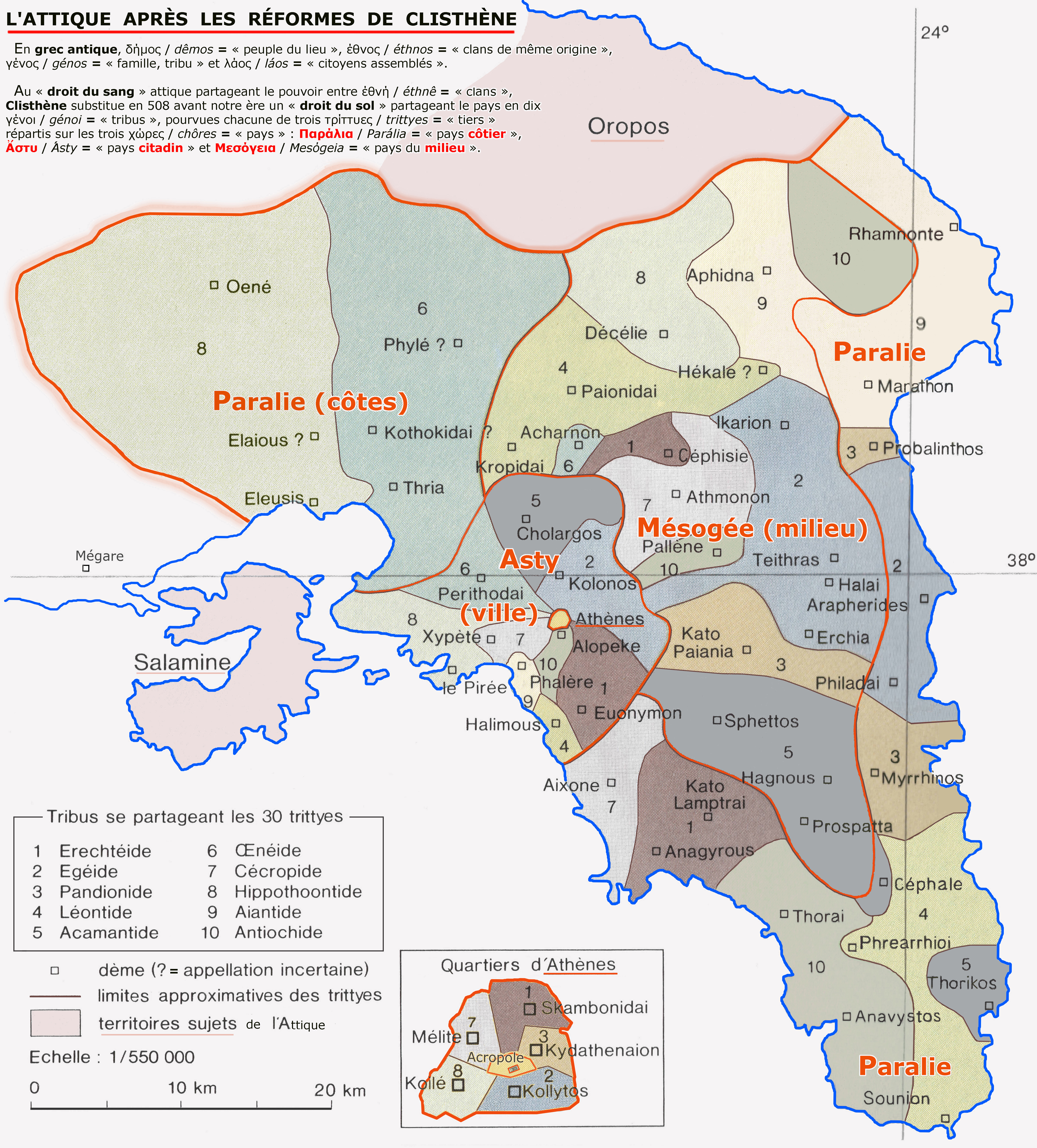
Organisation de l'Attique avec les dix « tribus », les trois « pays », les trente « trittyes » et les « dèmes ». Phréarres se situe en Paralie.

Phréarres (en grec moderne : Φρεάρριοι, Phrearrhioi) ou Phréar était un dème de la région côtière (Paralie) de l'ancienne Attique, appartenant à la tribu des Léontides (phyle), avec neuf à dix représentants dans la Boulè.
Il était situé à environ 30 kilomètres au sud-est d'Athènes, bordant le dème d'Anaphlystos (en) au sud-ouest, juste au nord de l'Olympe attique (en), près de Pheriza moderne (Φέριζα), dans la municipalité de Lavreotikí.
L'homme d'État athénien Thémistocle était originaire de Phréarres.